# Eh, badarság! Egy bolondos karácsony
Az Eh, badarság! Egy bolondos karácsony (eredeti cím: Bah Humduck!: A Looney Tunes Christmas) 2006-ban megjelent amerikai 2D-s számítógépes animációs film, amely Charles Dickens Karácsonyi ének című regénye alapján készült. A rendezője Charles Visser, a producere Frank Molieri, a forgatókönyvírója Ray De Laurentis, a zeneszerzője Gordon Goodwin. A videofilm a Warner Bros. Animation gyártásában készült, a Warner Home Video forgalmazásában jelent meg. Műfaját tekintve filmmusical, filmvígjáték és sci-fi film.
Amerikában 2006. november 14-én, Magyarországon december 5-én adták ki DVD-n.

## Szereplők
| Szereplő          | Eredeti hang     | Magyar hang    |
| ----------------- | ---------------- | -------------- |
| Dodó kacsa        | Joe Alaskey      | Balázs Péter   |
| Fiatal Dodó kacsa | Joe Alaskey      | Simonyi Balázs |
| Tapsi Hapsi       | Billy West       | Bor Zoltán     |
| Elmer Fudd        | Billy West       | Csankó Zoltán  |
| Cucu malac        | Bob Bergen       | Csankó Zoltán  |
| Csőrike           | Bob Bergen       | Radó Denise    |
| Speedy Gonzales   | Bob Bergen       | Joó Gábor      |
| Priscilla malac   | Tara Strong      | Mánya Zsófia   |
| Keresztanya       | Tara Strong      | Grúber Zita    |
| Nagyi             | June Foray       | Kassai Ilona   |
| Rissz-Rossz Sam   | Maurice LaMarche | Bolla Róbert   |
| Szilveszter       | Joe Alaskey      | Koroknay Géza  |
| Marslakó Marvin   | Joe Alaskey      | Bodrogi Attila |
| Pepe lö Pici      | Joe Alaskey      | Pipó László    |
| Bóbita kakas      | Joe Alaskey      | Presits Tamás  |
| Taz               | Jim Cummings     | Háda János     |
| Szőreboglya       | Jim Cummings     | Fehér Péter    |